# Dysoxylum
Dysoxylum is een geslacht uit de familie Meliaceae. De soorten uit het geslacht komen voor van (sub)tropisch Azië tot op de Santa Cruzeilanden in de Grote Oceaan.

## Soorten
- Dysoxylum acutangulum Miq.
- Dysoxylum beddomei Hiern
- Dysoxylum brachybotrys Merr.
- Dysoxylum carolinae Mabb.
- Dysoxylum cupuliforme H.L.Li
- Dysoxylum cyrtobotryum Miq.
- Dysoxylum enantiophyllum Harms
- Dysoxylum flavescens Hiern
- Dysoxylum frimensis Ng
- Dysoxylum glandulosum Talbot
- Dysoxylum gotadhora (Buch.-Ham.) Mabb.
- Dysoxylum grande Hiern
- Dysoxylum hoaense (Pierre) Pellegr.
- Dysoxylum juglans (Hance) Pellegr.
- Dysoxylum kaniense Harms
- Dysoxylum latifolium Benth.
- Dysoxylum laxiracemosum C.Y.Wu & H.Li
- Dysoxylum macrocarpum (Spreng.) Blume ex G.Don
- Dysoxylum magnificum Mabb.
- Dysoxylum malabaricum Bedd. ex C.DC.
- Dysoxylum medogense C.Y.Wu & H.Li
- Dysoxylum middletonianum W.N.Takeuchi
- Dysoxylum oliveri Brandis
- Dysoxylum oppositifolium F.Muell.
- Dysoxylum pachyrhache Merr.
- Dysoxylum pallens Hiern
- Dysoxylum papillosum King
- Dysoxylum perryanum Pierre
- Dysoxylum poilanei Pellegr.
- Dysoxylum pumilum Mabb.
- Dysoxylum purpureum Bourd.
- Dysoxylum quadrangulatum Culmsee
- Dysoxylum randianum Merr. & L.M.Perry
- Dysoxylum rubrocostatum Pierre
- Dysoxylum rugulosum King
- Dysoxylum swaminathanianum Anil Kumar & Sivad.

... · 
Aglaia · 
Azadirachta · 
Carapa · 
Khaya · 
Lansium · 
Melia · 
Sandoricum · 
Trichilia · 
Xylocarpus · 
...